# Casa Bofill (Santa Coloma de Farners)
La Casa Bofill és un monument del municipi de Santa Coloma de Farners (Selva) protegit com a bé cultural d'interès local.

## Descripció
Es tracta d'un interessant edifici historicista amb elements d'estil neogòtic, neorenaixentista i modernista. És una construcció cantonera de grans dimensions, de planta rectangular, amb soterrani, dues plantes i golfes.
Dues de les façanes donen a dos carrers, una altra a un jardí i la quarta és una paret entre mitgera. La coberta és a tres vessants i al centre s'alça una torreta de planta quadrada, amb finestres trigeminades trevolades d'estil gòtic i teulada piramidal de ceràmica vidriada que formen sanefes de tres colors.
La façana principal del carrer Sant Sebastià presenta una portalada lateral rectangular amb guardapols que pren l'alçada de mig soterrani i el primer pis. La segona planta té una galeria central coberta, sostinguda per mènsules i amb un fris de ceràmica decorativa, flanquejada per dues obertures amb barana de ferro forjat. Les golfes mostren una galeria d'onze finestres amb impostes.
La façana de la dreta presenta un primer nivell de cinc mitges finestres del soterrani i, al capdamunt, les cinc corresponents de la primera planta iguals a les de la façana principal. El segon pis té un cos central de tres obertures amb balcó corregut i una obertura amb barana de ferro per banda. Les golfes presenten una composició de finestres amb impostes de 3-5-3. Totes les obertures tenen guardapols i les de la planta baixa estan protegides per reixes de ferro forjat treballades.
La tercera façana sembla que ha estat força alterada amb l'afegit d'un cos amb terrassa i la modificació de les obertures originals. El ràfec de la coberta està sustentat per mènsules entre les quals hi ha rajoles decoratives blanques i vermelles amb motius geomètrics.
L'angle de l'edifici té tres elements rellevants: una senyalització de ferro forjat i vidres emplomats amb els escuts de Barcelona i les quatre províncies de Catalunya amb la inscripció CAJA DE PENSIONES PARA LA VEJEZ Y DE AHORROS, una escultura d'un sant amb l'Infant de pedra sobre peanya i coberta per un dosseret d'estil gòtic i, al capdamunt, un relleu amb les inicials del propietari original de l'edifici, JB.
Tot l'edifici ha estat restaurat i l'interior ha estat remodelat per adaptar-lo a les noves necessitats de l'entitat bancària, però respectant els element més rellevants de l'edifici original, com l'enteixinat de fusta del sostre.

## Història

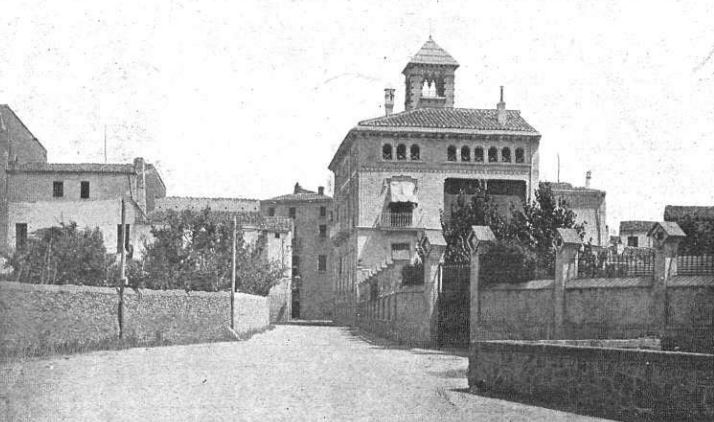
Any 1909

A finals del segle xix i principis del segle xx, la ciutat de Santa Coloma experimenta un fort creixement econòmic i la pujança de la burgesia local. Un seguit de prohoms de la ciutat impulsen la construcció d'edificis d'estil modernista amb l'emblemàtic Casino i les cases particulars. L'edifici va ser construït com a habitatge unifamiliar per Joan Bofill. L'any 1912 va ser adquirit per la Caixa de Pensions per a la Vellesa i d'Estalvis. El jardí de la finca va desaparèixer amb un pla urbanístic posterior.